# Tusen år i Småland
Tusen år i Småland är ett litterärt verk av den svenska och svenskspråkiga författaren Elin Wägner. Verket gavs första gången ut 1939, på bokförlaget Wahlström & Widstrand. Wägner skrev boken när hon själv under flera år hade varit bosatt i Småland, och skildrar i verket det småländska landskapet genom tusen år, dess geografi, historia, människor och myter. Verket blandar prosaiska, skönlitterära och facklitterära inslag, och tar sin utgångspunkt i småländska myter. Dessutom finns i verket långa inslag om småländsk magi.
Wahlström & Widstrand konstaterade när boken gavs ut att "i Tusen år i Småland [har Elin Wägner skapat en av de vackraste böcker, som någonsin ägnats ett svenskt landskap." Vilhelm Moberg konstaterade apropå boken att "Det väsentligaste som sades i Tyst Vår hade sagts redan 25 år tidigare av en svensk kollega till Rachel Carson: Elin Wägner."
En andra utgåva av verket gavs ut 1940. Albert Bonniers Förlag gav ut verket igen 2015, med omslag av Moa Schurman. Förlaget angav genren till "geovetenskap, geografi, miljö och samhällsplanering".